# Silver Certificate

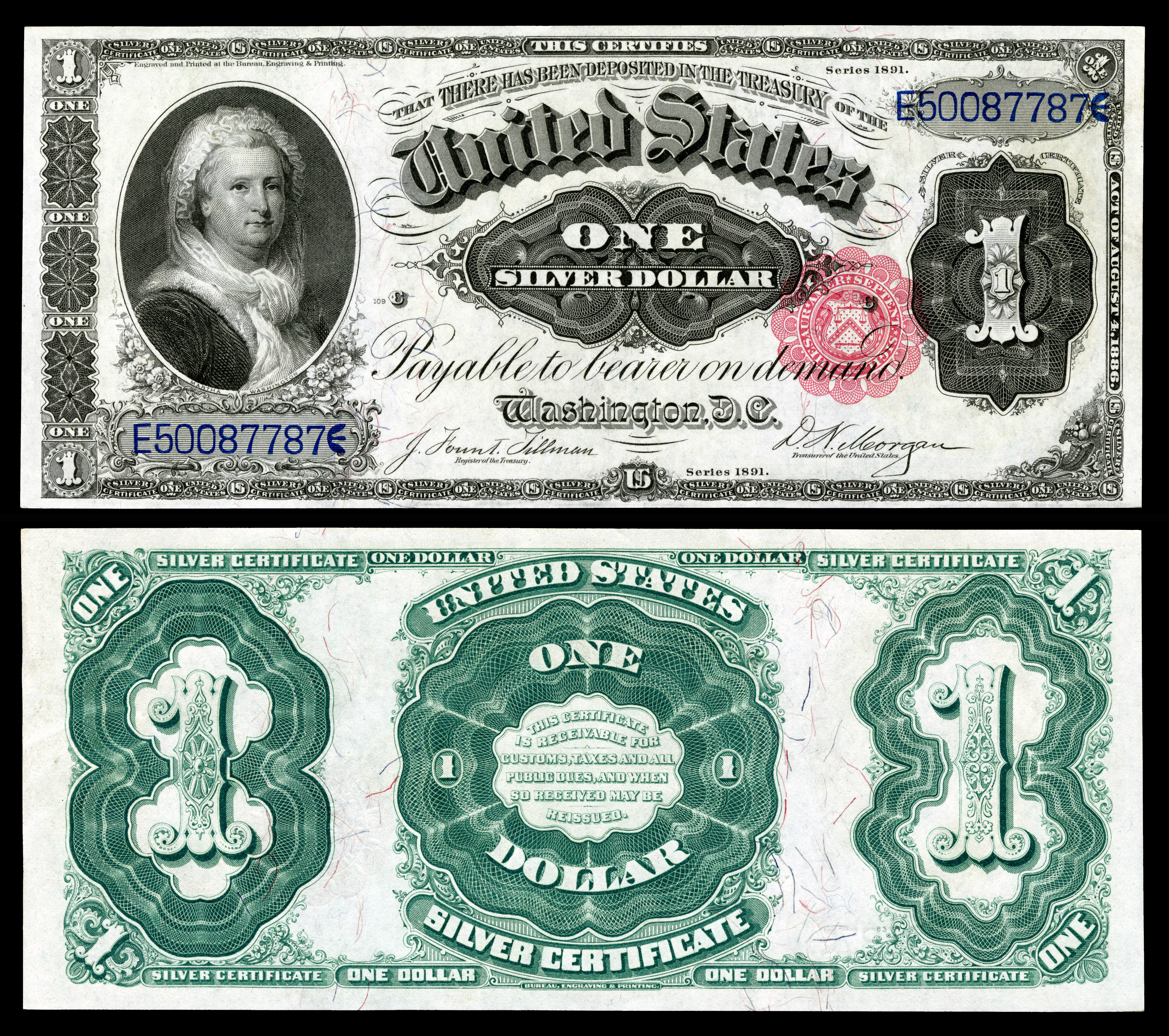
Silver certificate de 1 $
(mis en circulation en 1891).

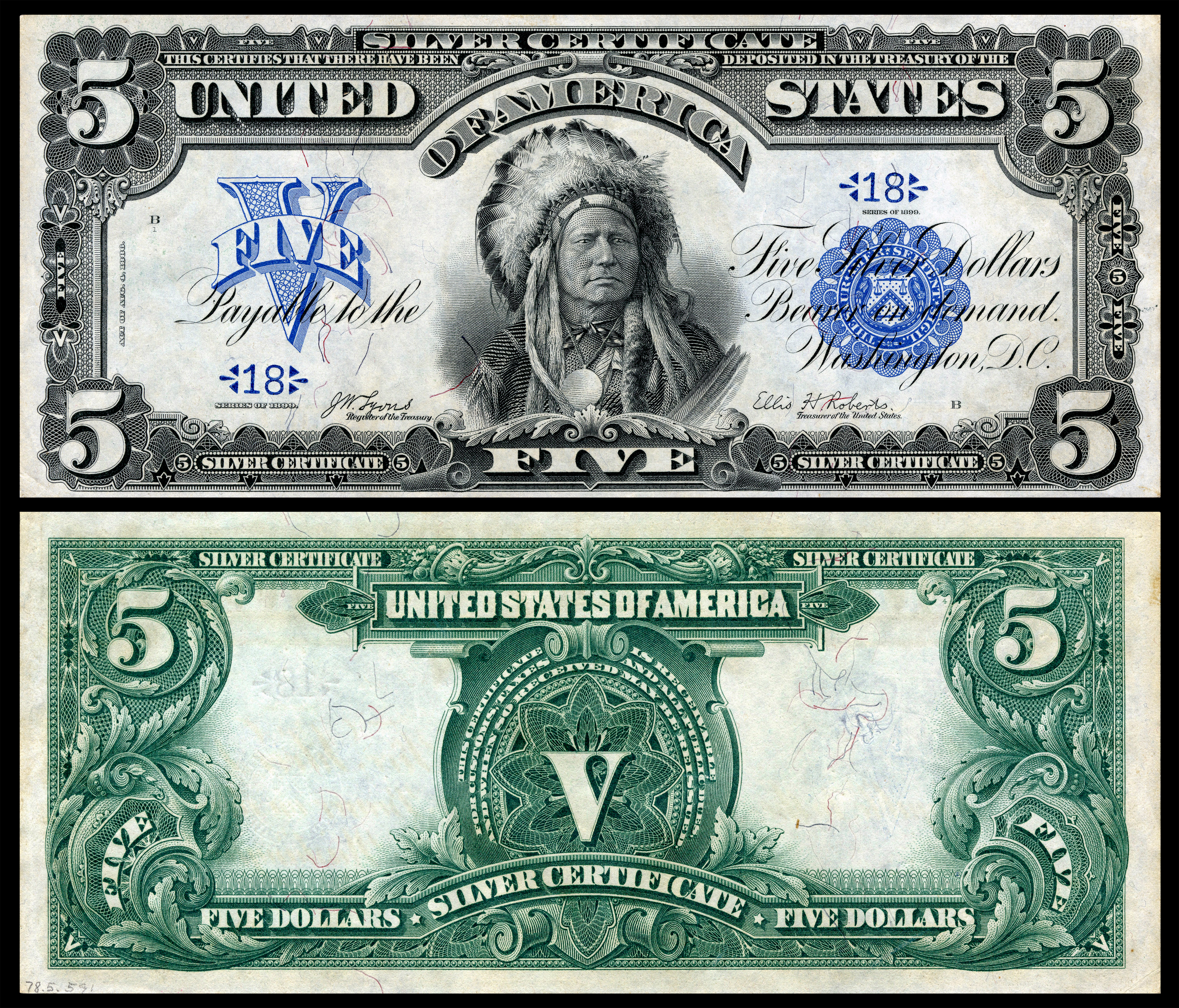
Silver certificate de 5 $ avec le portrait du chef indien sioux Running Antelope en 1899.

Le Silver certificate (que l'on peut éventuellement traduire par « certificat argent ») est un type de monnaie fiduciaire imprimée de 1878 à 1964 aux États-Unis dans le cadre de la circulation du papier-monnaie.

## Historique
Ils ont été produits en réponse à l'agitation créée par le mouvement du Free Silver, composé de citoyens irrités par le Coinage Act de 1873, qui institue l'étalon-or et suspend momentanément la frappe des dollars en argent. Les certificats sont initialement remboursables en dollars en argent (et non plus en or) de même valeur faciale, et plus tard en lingots d'argent.
Celui de 1895 reproduisait le portrait du chef indien Running Antelope.
Le Coinage Act of 1965 élimine l'argent métal de la frappe des pièces de monnaie courantes. Depuis 1968, les certificats ne peuvent être rachetés qu'en billets de la Federal Reserve et sont donc obsolètes, mais ont toujours cours légal.